# Esterri d'Àneu
Esterri d'Àneu és una vila i municipi de la comarca del Pallars Sobirà, situada al costat dret del riu Noguera Pallaresa, en el centre de la Vall d'Àneu.
Està situat en una ampla vall d'origen glacial, en el primer eixamplament que troba la Noguera Pallaresa en deixar enrere la tancada Vall d'Alós. La població es troba en una zona plana entre la Noguera Pallaresa i el Riu de Son, als peus dels contraforts sud-occidentals del Faro. Esterri d'Àneu té el terme municipal més petit de la comarca i, en canvi, el segon més poblat, després del cap de comarca, Sort.
Tot i no ser una població gaire gran (no arriba als 1.000 habitants), exerceix veritablement de capital de la Vall d'Àneu, tant per serveis (mèdics, educatius, comercials, etcètera) com per ser el punt de trobada natural de la totalitat de pobles dels quatre termes municipals de la vall: Alt Àneu, Espot, Esterri d'Àneu i la Guingueta d'Àneu. Cal destacar, per exemple, que en tot el Pallars Sobirà només hi ha dos centres públics d'ensenyament secundari: el de Sort i el d'Esterri d'Àneu.
Esterri d'Àneu té el nucli antic a banda i banda de la Noguera Pallaresa; la major part de la vila és a la dreta del riu, però a l'esquerra hi ha un dels barris més vells de la vila. L'església parroquial de Sant Vicenç d'Esterri d'Àneu és a la dreta, com la Casa de la Vila i l'Ecomuseu de les Valls d'Àneu, el CEIP La Closa i l'Institut de Secundària Joaquim Morelló . En aquest sector queden elements de l'antiga vila closa, com, per exemple, la Plaça de la Closa i el nom de l'escola d'ensenyament infantil i primari.
A més de l'església parroquial, la vila d'Esterri d'Àneu disposa d'altres esglésies, algunes en ruïnes: l'antiga església parroquial de Sant Vicenç vell, la capella del Sant Crist del cementiri de la població, Sant Pere vell de Casa Carrera, d'origen romànic, i la de Sant Roc, pràcticament desapareguda. La que és del tot desapareguda és la de Sant Jaume, canònica augustiniana successora de Santa Maria d'Àneu.
A més, Esterri d'Àneu conserva una creu de terme al capdamunt del Carrer Major que, segons la tradició, data del 1633, feta pels francesos. També hi ha el Pont d'Esterri d'Àneu, romànic, de dos ulls, damunt de la Noguera Pallaresa.

## Declaració d'independència
El dia 26 de setembre del 2012, Esterri d'Àneu es declarà Territori Català Lliure

## Etimologia
Segons Joan Coromines, Esterri és un dels molts topònims pirinencs d'origen basc. S'hi ajuntarien dues arrels basques, esto ('tanca', 'pleta') i erri ('lloc', 'indret'): el lloc de la tanca. La segona part del topònim fa referència a la vall on es troba: la Vall d'Àneu. El topònim Àneu també és un mot preromà, i apareix documentat el segle ix com a Anavi.

## Geografia
- Llista de topònims d'Esterri d'Àneu (Orografia: muntanyes, serres, collades, indrets..; hidrografia: rius, fonts...; edificis: cases, masies, esglésies, etc).

El terme d'Esterri d'Àneu és en el sector nord-oest de la comarca; està situat als costats de llevant i meridional del gran terme d'Alt Àneu i gairebé del tot envoltat pel nord, est i sud pel de la Guingueta d'Àneu. A l'extrem sud-oest del terme arribar a tocar breument el terme municipal d'Espot.
Termes municipals limítrofs:
|          | Alt Àneu            | La Guingueta d'Àneu |
| Alt Àneu |                     | La Guingueta d'Àneu |
| Espot    | La Guingueta d'Àneu |                     |

### Descripció geogràfica
El terme municipal d'Esterri d'Àneu té una extensió de 10,26 km², de manera que és el més petit de la comarca. A més, té una forma molt peculiar: una mena de vuit inclinat de dreta a esquerra, començant per dalt, amb dues meitats lligades per una estreta franja a la part central. La meitat inferior, a més, és una mena de falca entre els termes d'Alt Àneu i de la Guingueta d'Àneu que arriba a tocar el terme municipal d'Espot a l'extrem sud-occidental. La meitat superior també s'allargassa cap a migdia per una estreta llenca en forma de punxa que entra en el terme de la Guingueta d'Àneu.

#### El perímetre de l'antic terme
El punt de partença d'aquesta descripció és el Cap de Calbar, cim de 1.889,3 metres d'altitud, lloc on es troben els termes municipals d'Esterri d'Àneu, la Guingueta d'Àneu (antic terme d'Unarre) i Alt Àneu (antic terme de Sorpe).

##### Límit amb l'antic municipi d'Unarre(ara,la Guingueta d'Àneu)
Des del punt anterior, el termenal davalla cap a migdia per la carena de la muntanya esmentada, passant per la Collada de la Fenera (1.871,5 m. alt.), el Pic d'Escobedo (1.909,8) i el Serrat d'Escobedo, fins al cim del Faro (1.707,5), des d'on continua baixant per la carena, però ja en direcció al fons de la Vall d'Àneu. Hi arriba just al nord-oest del poble d'Escalarre, a la Coma, on va a trobar el Riu d'Unarre.
En aquell lloc el termenal gira en angle recte cap a ponent per tal de seguir el curs del riu, fins que aquest s'aboca en la Noguera Pallaresa. Quan hi arriba, torna a girar en angle recte, ara cap al sud, per deixar a llevant de la línia de terme els Plans, el Pla de Salito, el monestir romànic de Santa Maria d'Àneu i la Casa de Santa Maria. Segueix riu avall, fins que, a llevant de la Borda de Salito, en el lloc on la Noguera Pallaresa forma una illa allargassada de nord a sud, es trobaven els termes d'Esterri d'Àneu, Unarre i Jou.

##### Límit amb l'antic municipi deJou(ara,la Guingueta d'Àneu)
Des del punt anterior, la línia del terme, ara amb Jou, continuava cap al sud, allunyant-se progressivament del curs principal de la Noguera Pallaresa, fins a arribar a llevant del quilòmetre 157 de la carretera C-28, a la cua de l'embassament que forma en aquell lloc el riu, a prop i al nord de la Guingueta d'Àneu. És el punt més meridional d'aquest sector del terme; en aquest lloc el termenal pren la direcció nord-nord-oest, formant una línia divergent del darrer tram de termenal, i segueix el traçat de la carretera fins a ran, costat de ponent, de la Borda de Salito, on es decanta una mica més cap al nord-oest. Travessa els Camps de Salito, on fa un queixal cap a ponent, fins a assolir el Barranc de Rose, que segueix aigües amunt fins a la cota 1.383. Aquest tram corresponent al Barranc de Rose és el punt on el terme municipal d'Esterri d'Àneu forma una llenca molt estreta que connecta la meitat nord-est del terme amb la meitat sud-oest.
En arribar a aquella cota, el terme d'Esterri d'Àneu s'eixampla de sobte. El termenal amb Jou trenca cap a llevant per, al cap de quasi 400 metres tornar a emprendre cap al sud-oest, travessant la Palomera i el Bosc de Gargaredo, enfilant-se per una carena cap al Pic de Quartiules, de 2.226,1 metres d'altitud. En aquest lloc es troben els termes municipals d'Esterri d'Àneu, la Guingueta d'Àneu (antic terme de Jou), Espot i Alt Àneu (antic terme de Son).

##### Límit amb el terme municipal d'Espot
Només en el punt que s'acaba d'esmentar es toquen els termes d'Espot i d'Esterri d'Àneu: el Pic de Quartiules.

##### Límit amb l'antic municipi deSon(ara,Alt Àneu)
Des del Pic de Quartiules, el termenal canvia de direcció i emprèn cap al nord-nord-est, travessant el paratge de Gargaredo, fins a assolir el Bony de la Sovinera, de 1.845,5 metres d'altitud. Des d'aquest lloc, segueix la carena del Serrat de Marcolís fins a la cota 1.650; en aquell lloc, gira cap al sud-est per una essa invertida i tornar a girar cap al nord-est a tocar del ja esmentat Barranc de Rose. En aquest lloc comença el tram estret que connecta la meitat sud del terme amb la nord. Discorre el termenal paral·lel pel nord al barranc, a una distància que en el lloc més estret arriba a ser d'uns 30 metres, fins que arriba just a migdia de la Borda de Tomàs, en el lloc on per damunt passa la línia d'alta tensió.
Aleshores, el termenal torç cap al nord-nord-oest, pel vessant de la costa damunt de la qual hi ha el poble de Son, travessant els paratges dels Morellons i de Marxets. Travessa la Riera del Tinter i arriba al sud-oest de la urbanització d'Esterri d'Àneu dels Xalets. En aquest lloc es trobaven els termes municipals d'Esterri d'Àneu, Son i València d'Àneu.

##### Límit amb l'antic municipi deValència d'Àneu(ara,Alt Àneu)
D'aquell lloc, el termenal entre València d'Àneu (ara, Alt Àneu) i Esterri d'Àneu gira cap al nord, deixant els Xalets a llevant i, tot seguit, la Colònia també a llevant, tots dos nuclis de població pertanyents a la vila que fa de cap de la Vall d'Àneu. Just al nord-oest de la Colònia, el termenal fa un arc cap al nord-est vorejant la urbanització, i continua cap a l'est-nord-est fins a atènyer la carretera C-28, travessar-la pel punt quilomètric 66,5, i continuar recte fins a l'extrem sud-est de la serreta que allotja el Castell de València d'Àneu, que queda al nord-oest. Quan arriba a l'extrem de la serreta, hi fa el tomb i gira cap al nord-oest, sense baixar cap a la Noguera Pallaresa, discorrent el darrer tros de forma paral·lela pel costat de ponent de la carretera C-147, en direcció a Isil.
El termenal assoleix la Noguera Pallaresa just a llevant de València d'Àneu, i la segueix aigües amunt fins que el Barranc de Portaran aflueix en la Noguera Pallaresa. En aquest mesclant d'aigües es troba el termenal entre Esterri d'Àneu i Alt Àneu, i, abans, el triterme entre Sorpe, Esterri d'Àneu i València d'Àneu.

##### Límit amb l'antic municipi deSorpe(ara,Alt Àneu)
Des del mesclant d'aigua de la Noguera Pallaresa amb el Barranc de Portaran, el termenal segueix cap a llevant aigües amunt d'aquest barranc, fins que rep l'afluència del Barranc de la Cometa, el qual segueix aigües amunt uns 400 metres. En aquell punt se'n separa, i seguint una carena, sempre cap a llevant, puja fins al Cap de Calbar, de 1.889,3 metres d'altitud, on ha començat la descripció dels límits d'Esterri d'Àneu.

### Les entitats de població: la vila d'Esterri d'Àneu
Esterri d'Àneu conté una única entitat de població: la vila que dona nom al terme. Tanmateix, en els darrers anys del segle xx i primers del XXI, han crescut alguns barris amb una certa personalitat pròpia a l'entorn de la vila. De fet, ja n'existia un: les Casetes, a migdia de la conurbació, fruit de la industrialització hidroelèctric de la primera meitat del segle xx; s'hi han afegit modernament dos sectors residencials: la Colònia i els Xalets, al nord-oest de la població. En el cas del primer, ran mateix del termenal municipal.

#### Les cases del poble[5]
| - Casa Agneta - Casa Agustineta - Casa Aleix - Casa Alfonso - Casa Andorrà - Casa Andreu - Casa Anton - Casa Aurós - Casa Auset - Casa Auson-Bonabé - Casa Balbino - Casa Barbaran - Casa Barber de la Placeta Bardina - Casa Bardó - Casa Barrina - Casa Bartalot - Casa Bartomeu - Casa Baster - Casa Basteret - Casa Batanaire - Casa Batlle - Casa Berro - Casa Beso - Casa Besolí - Casa Bigarret - Casa Blanquina - Casa Bonic - Casa Bordó - Casa Bordoll - Casa Botonaire - Casa Bringueret - Casa Bujolà - Casa Cabiró - Casa Cadiraire - Casa Campi - Casa Canaleres | - Casa Carinyo - Casa Carme - Casa Carrera - Casa Casovall - Casa Camalluent - Casa Catarro - Casa Cinto - Casa Cisco de Sanci - Casa Ciprià de Massano - Casa Claror - Casa Clemència - Casa Coier - Casa Corbera - Casa Costa - Casa Escolà del Camp - Casa Escultonet - Casa Escultor - Casa Espardenyer - Casa Esquerrer - La Farmàcia - Casa Ferdinand - Casa Fideuer - Casa Florentina - Casa Foro - Casa Fusteret - Casa Gallard - Casa Gallimó - Casa Gallimó vella - Casa Galo - Casa Garraver - Casa Gasia - Casa Gavàs - Casa la Gavasa - Casa Grec | - Casa Gregori - Casa Golet - Casa Gonoi - Casa Gorró - Casa Gustí - Casa Gustinet - Casa Habitant - Casa Isona - Casa Ita - Casa Jaques - Casa Joan Blau - Casa Joan Blau del Camp - Casa Joan Blau de la Placeta - Casa Joquim - Casa Justenc - Casa Linatge - Casa Llop - Casa Llorençà - Casa Lluet - Casa Magí de Riart - Casa Maixant - Casa Manela - Casa Marçal - Casa Marcelenc - Casa la Mari - Casa Maria de Batalla - Casa Mariano - Casa Marxant (I) - Casa Marxant (II) - Casa Massano - Casa Mata - Casa Meleta - Casa Mençó - Casa Menescal - Casa Miquelet | - Casa Miqueu - Casa Mir - Casa Moleres - Casa Moliner - Casa Montoliu - Casa Moreig - Casa Morelló - Casa Mossèn Joan - Casa Nadal - Casa Nallo - Casa Nando - Casa l'Oficial - Casa Olegari - Casa Oliaire - Casa Ordinari - Casa Palí - Casa Palobart - Casa Pantalon - Casa Panyero - Casa Parrilla - Casa Pasterida - Casa Pastora (Paca) - Casa Pelegrí - Casa Pep - Casa la Perdiu - Casa Peretó - Casa Pilareta - Casa Pistolet - Casa Pistolo - Casa Pradera - Casa Quim de Montgarri - Casa Quino - Casa Quiquen - Casa Ramon | - Casa Ramonic - Casa Reboll - La Rectoria - Casa Regina - Casa Riart - Casa Riquelme - Casa Riu - Casa Roi - Casa Roques - Casa Rossendo - Casa Sabater d'Unarre - Casa Sabateret - Casa Sabarters - Casa Sala - Casa Salito - Casa Sansi - Casa Santa Maria - Casa Sebastià - Casa Senén - Casa Seris - Casa Serraller - Casa Sisteró - Casa Sord - Casa Tarrado - Casa Tauïs - Casa Tendenou - Casa Teixidor - Casa Tereseta de Petit - Casa Teresic - Casa Terrissaire - Casa Tomàs - Casa Tomàs de Riart - Casa Tomeu - Casa Ton - Casa Trainera - Casa Vigatà |

## Història

### Edat mitjana

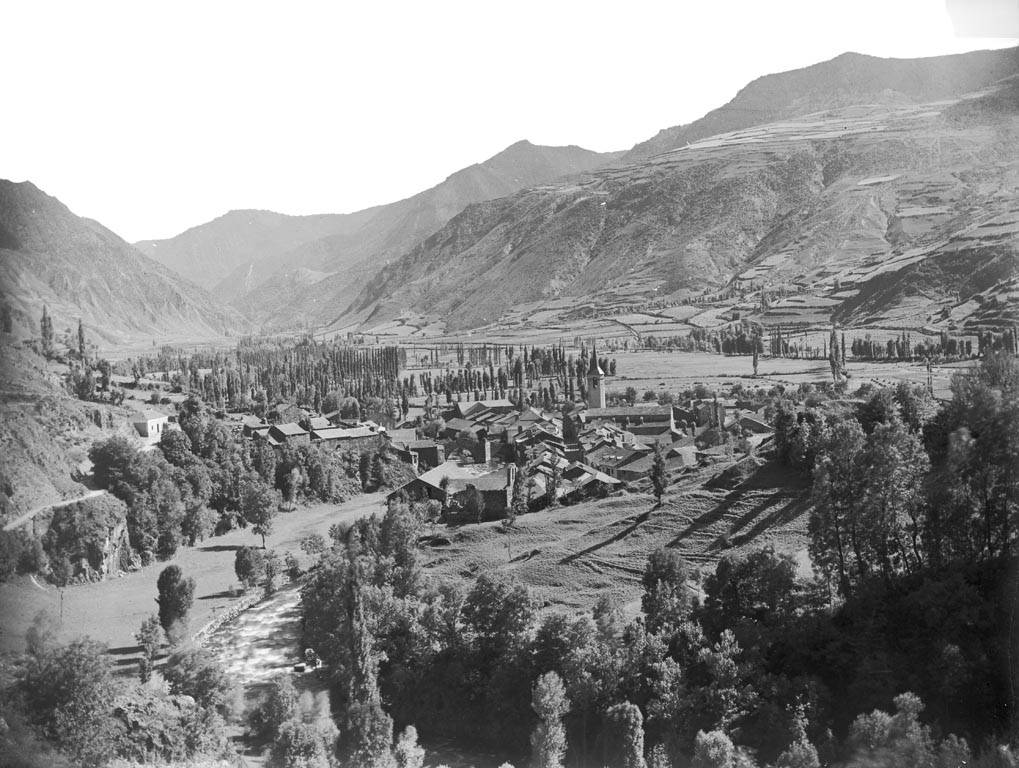
Esterri d'Àneu el 1889

Si el Castell de València d'Àneu constituïa el principal centre defensiu de la vall, a Esterri d'Àneu radicava el govern civil. La Casa de la Vall, situada en el lloc on actualment hi ha la Rectoria, acollia el Govern de la Vall d'Àneu, format per sis braços de cort en representació dels caps de casa de tota la vall (els actuals termes municipals d'Alt Àneu, Espot, Esterri d'Àneu i la Guingueta d'Àneu. La Casa de la Vall fou cremada i destruïda a principis del segle xvii, i en desaparegué quasi tota la documentació; només s'ha conservat el Llibre d'ordinacions.

### Edat moderna
En el fogatge del 1553, Sterri Daneu declara 5 focs eclesiàstics i 21 de laics, uns 130 habitants.

### Edat contemporània
Pascual Madoz dedica un article del seu Diccionario geográfico... a Esterri d'Àneu. S'hi llegeix que és una vila amb ajuntament i duana terrestre de primera classe, situada en un pla ampla que en el seu extrem nord és al peu d'altes muntanyes, a la Vall d'Àneu. La Noguera Pallaresa parteix en dos la vila, que es comunica per un pont. El riu porta poca aigua per a regar gaires terres, però en té prou per moure alguns molins. La combaten els vents del sud, nord-est i nord, i el clima és molt fred i temperat a l'estiu, i produeix refredats i malalties gastrobilioses. Tenia en aquell 100 cases de mitjana construcció, cobertes amb lloses de pissarra, Casa de la Vila, presó en mal estat, escola de primeres lletres a la qual assisteixen uns 60 nens, a més de l'església parroquial de Sant Vicenç màrtir, servida per un rector i nou beneficiats, que havien de ser confessors; el rector era proveït pel rei vuit mesos l'any. La terra és en part pla i en part muntanyós; el regadiu és fèrtil, però sorrenc. S'hi collia blat, sègol, ordi, patates, llegums, hortalisses i pastures abundants. S'hi criava bestiar vacum, de llana, porcs, mules i cavalls, i hi havia caça de llebres, perdius, conills, guatlles i aus de pas, principalment ànecs. Hi havia diverses indústries, com serradores, una fàbrica de cardar llana, un batà, diversos telers, i molins fariners. Comptava amb 74 veïns (caps de casa) i 443 ànimes (habitants).
La duana d'Esterri tenia un moviment força notable, que Madoz reprodueix en la seva obra referit als anys 1844 i 1845.
En el cens del 1857 la vila d'Esterri de Aréo apareix amb 762 habitants i 160 cèdules personals inscrites.

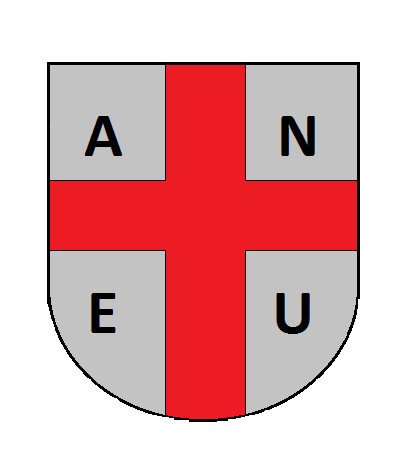
Escut municipal d'Esterri d'Àneu fins a l'aprovació de l'actual

#### L'Ajuntament

##### Alcaldes
- Francesc Joandó (1870)
- Josep Coll i Aduà (1898) (Regidors: Josep Terrado, Jose Duñat, Josep Dòria, Zenèn Simó, Antoni Rells i Joan Minoves)
- Ramon Riart 193.
- Joan Civat i Diu (1962 - 1979)
- Joan Civat i Diu (1979 - 1999)
- David Tarrado i Senpau (1999 - 2003)
- Ramon Badia i Sala (2003 - 2007)
- Ramon Villuendas i Palobart (2007 - 2018)
- Joan Antoni Blanco Barrilado (2018 - 2019)
- Pere Ticó i Domingo (2019 - re-electe 2023)

##### Regidors
Des del 1979, Esterri d'Àneu ha tingut els regidors següents: José Antonio Arcas Castillón, Eduard Babot Font, Ramon Josep Badia Sala, Hermenegild Barbal Vidal, Jordi Bardella Juncàs, Maria Neus Bardina Simorra, Joan Antoni Blanco Barrilado, Núria Bordoll Rosell, Domènec Cases Nuez, Joan Castellarnau Roquet, Maria Cervós Pedescoll, Joan Civat Diu, Benigne Clavé Ruiz, Rosa Domingo Vidal, Josep Escales Pau, Amàlia Maria Escobar Domingo, Xavier Farré Espar, Jaume Gallart Constanza, Lluís Gallart Moré, Anna Maria Gené Valls, Josep Ginesta Cervós, Alberto Jerez Ancillo, Antoni Llauet Gabernet, Maria Pia Lloret Riart, Josep Antoni López Marroquín, Daniel Mauri Palomar, Maria Elena Montané Gabàs, Josep Montané Vidal, David Palobart Bordoll, Maria Teresa Rivero Segalàs, David Tarrado Senpau, Jesús Tartera Orteu, Pere Ticó Domingo, Xavier Ticó Gabarroca, Adriana Matilde Vidal Babot i Ramon Villuendas Palobart.

##### Legislatura2011-2015
| Candidatura | Candidatura | Cap de llista                 | Vots | Regidors | % vots |
| ----------- | ----------- | ----------------------------- | ---- | -------- | ------ |
|             | ERC         | Ramon Villuendas i Palobart   | 291  | 5        | 66,29  |
|             | CiU         | Maria Teresa Rivero i Segalàs | 103  | 2        | 23,46  |
|             | IxE-PM      | José Antonio Arcas Castillón  | 41   | 0        | 9,34   |
| Total       | Total       | 221                           | 221  | 7        |        |

- Ramon Villuendas i Palobart (ERC-AM), Alcalde
- Adriana Matilde Vidal i Babot (ERC-AM), Regidora
- Pere Tico i Domingo (ERC-AM), Regidor
- Joan Antoni Blanco i Barrilado (ERC-AM), Regidor
- Maria Elena Montané i Gabàs (ERC-AM), Regidora
- Maria Teresa Rivero Segalàs (CiU), Regidora
- Xavier Farré Espar (CiU), Regidor.

#### Demografia
| 1497 f | 1515 f | 1553 f | 1717 | 1787 | 1857 | 1877 | 1887 | 1900 | 1910 |
| ------ | ------ | ------ | ---- | ---- | ---- | ---- | ---- | ---- | ---- |
| 15     | 26     | 26     | 485  | 503  | 762  | 687  | 693  | 707  | 698  |

| 1920 | 1930 | 1940 | 1950 | 1960 | 1970 | 1981 | 1990 | 1992 | 1994 |
| ---- | ---- | ---- | ---- | ---- | ---- | ---- | ---- | ---- | ---- |
| 662  | 548  | 501  | 511  | 720  | 650  | 559  | 544  | 497  | 497  |

| 1996 | 1998 | 2000 | 2002 | 2004 | 2006 | 2008 | 2010 | 2012 | 2014 |
| ---- | ---- | ---- | ---- | ---- | ---- | ---- | ---- | ---- | ---- |
| 611  | 632  | 646  | 677  | 754  | 803  | 891  | 946  | 900  | 866  |

| 2016 | 2018 | 2020 | 2022 | 2024 | 2026 | 2028 | 2030 | 2032 | 2034 |
| ---- | ---- | ---- | ---- | ---- | ---- | ---- | ---- | ---- | ---- |
| 789  | 756  | 804  | 841  | 921  | -    | -    | -    | -    | -    |

## Llocs d'Interès
- Ecomuseu de les Valls d'Àneu[9]
- Casa Gassia
- Quadra de la Casa Carma[10]

## Festivitats
- 5 de gener - Cavalcada de Reis (tradició)
- 22 de gener - Festa major vella de Sant Vicenç (festa local; patró del poble)
- 5 de febrer - Sant Àgueda (tradició)
- Dijous gras i Carnestoltes (tradició - la data varia segons la Setmana Santa)
- Divendres Sant - Processó dels jueus (tradició)
- Dilluns de Pasqua - Fira de Pasqüeta (fira)
- 1 de maig - Aplec de Santa Maria d'Àneu (tradició local de la vall)
- Finals de juny - Els Veïnats (tradició local)
- Primera quinzena de juliol - Dansàneu (Festcat)
- Mitjans de juliol - Esbaiola't, Festival de teatre al carrer per a tots públics
- 2n diumenge d'agost - Festa major (festa local)
- 15 d'agost - Fira d'artistes i artesans (fira)
- 15 d'octubre - Fira de Santa Teresa (fira de bestiar)
- Novembre - Fira de Santa Caterina (fira)
- 31 de desembre - Cap d'any (tradició)

## Cultura popular
Esterri d'Àneu ha conservat viu el seu propi ball pla, l'esquerrana i el corrido, tres balls de caràcter tradicional que es balla per la festa major (el segon cap de setmana d'agost). L'esquerrana és un ball en parelles i en cercle, que dura tant com tantes parelles hi ha més un cop, ja que es balla dos cops amb la parella d'inici. Les dones es desplacen a l'home de l'esquerra al final de cada estrofa, i successivament fins al final. Una de les característiques més notables de l'esquerrana és el fet que els homes ballen sense usar la mà esquerra; explica la llegenda que, en temps medievals, el fill del comte va perdre la mà esquerra. El seu pare va demanar aleshores que es fes un ball que pogués ballar el seu fill, ja que aquest era força galant, i així va sorgir aquesta dansa. No obstant, en altres esquerranes d'altres localitats és la dona la qui balla sense usar la mà esquerra.
Des dels anys vuitanta, del segle xx, s'ha recuperat amb prou èxit el joc de bitlles pallareses, de fonda arrel popular. Era jugat a tot el Pallars, i encara es juga en moments puntuals de l'any a altres localitats pallareses (com Pobla de Segur o Alins), i comparteix una gran similitud amb altres jocs de bitlles de la Vall d'Aran i de la Ribagorça. No obstant, és a la Vall d'Àneu on s'ha fet més per mantenir el joc, fins al punt de crear, el 2007, la Lliga de bitlles pallareses de les Valls d'Àneu, formada per equips masculins i femenins dels diferents pobles de la vall. Aquesta tipologia de bitlles difereix molt de les bitlles catalanes; el bitller està format per nou bitlles col·locades en quadrat, vuit a l'entorn i una al centre, separades la mesura de 2 o 3 bitlles entre sí. Per fer-les tombar s'utilitza un "truc", una bola de fusta de vora 5 quilograms amb un forat per posar el dit gros i una ranura per posar-hi els altres quatre dits. El joc comença amb la tirada "a aprendre-se'n", s'acostuma a tirar des d'un corn del bitller per tal de fer caure el màxim nombre possible de bitlles (solen ser 3 o 4, però poden arribar a ser 6). Hi ha 5 jugadors per cada equip, i després de cada tirada es tornen a col·locar a lloc totes les bitlles caigudes. Si en una tirada el jugador no ha tirat cap bitlla, es diu que "ha llaurat". Durant el joc, l'equip que ha tirat menys bitlles la tirada anterior tria el lloc des d'on es tirarà la tirada següent, sempre inferior als 20 metres de distància. A la lliga, és guanyador l'equip que arribi abans a 48 punts (bitlles caigudes); si es passa de 48 punts s'anomena "cagar", i l'equip torna als 40 punts. Cada partida consta de dos jocs. A més, en les festes majors, es realitzen torneigs entre els equips.
Una tradició que també destaca a Esterri és la processó i el viacrucis de divendres sant. És una processó de manaies, tradicional a tota Catalunya; les dues diferències cabdals amb la majoria de maianes del Principat és, primer, el nom: els maianes d'Esterri són anomenats "armats" o "jueus". L'altra diferència, més visible, és en la vestimenta. Els "jueus" van vestits amb espardenyes vigatanes, mitges blanques, bombatxos i faldilles amb estampats de flors, un mantó de Manila a la cintura, camisa blanca, armilla de tela, un mantell roig sobre les espatlles, sis cintes de colors estacades en diferents punts del braç i un casc adornat amb cintes al darrere i coronat per un pom de plomes roges (o blaves), i empunyen una llança grossa i curta, fent-la repicar a terra al compàs dels músics.